# Petit Bout-de-chique
Petit Bout-de-chique est une série de bande dessinée franco-belge créé en 1975 par François Walthéry dans le no 1926 du journal Spirou.